# Melanoflogita
La α-melanoflogita es un mineral, que según la clasificación de Strunz pertenece a la clase de los minerales óxidos, mientras que para otros autores sería un tectosilicato. Fue descubierta en 1876 en una mina de Milena en la provincia de Caltanissetta, región de Sicilia (Italia), siendo nombrado así derivado del griego que significa "negro" y "quemarse", en alusión a que cuando lo calentamos un poco se vuelve negro. Un sinónimo poco usado es el de melanoflogita-alfa.

## Características químicas
Es un óxido de silicio con agua y compuesto orgánico. Sin embargo, según la clasificación de Dana es un tectosilicato.
Además de los elementos de su fórmula, suele llevar como impurezas: compuestos orgánicos, hidrógeno y azufre.
Forma una estructura de clatrato con jaulas de óxido de silicio en las que quedan atrapados gases de CH4, CO2 y N2. Una vez formado, se vuelve estable a temperatura por debajo de 40 a 65 °C.

## Formación y yacimientos
Se forma a baja temperatura en las últimas etapas de fumarolas volcánicas en yacimientos con otros minerales sulfuros, en vetas hidrotermales asociado a yacimientos de manganeso sedimentarios metamorfizados, así como en rocas serpentinitas con carbonato.
Suele encontrarse asociado a otros minerales como: azufre, calcita, ópalo, cristobalita, cuarzo, dolomita, celestina, pirita, marcasita, rodocrosita o magnesita.